# 12秒
《12秒》（日语：／ Jūni byō */?）是日本女子偶像團體HKT48的第五張單曲作品，由環球音樂於2015年4月22日發行。收录歌曲均由秋元康作词。同名A面曲由Linia作曲，由兒玉遙和宮脇咲良共同担任中心成员。

## 发行背景
本作为前作《有所保留的我愛你！》发行4个月后的2015年首张单曲作品，分为Type-A、Type-B、Type-C和剧场版四个版本。2014年11月18日于福岡太阳宫举行的“HKT48全国巡演 〜全国统一还没结束耶〜”演唱会上宣布计划于2015年2月11日发行第五张单曲。但12月18日总制作人兼作詞人秋元康通过社交应用755发布消息“患上了10年一遇的重感冒。身体状况很差。HKT单曲的发行可能要延期了。抱歉。”，因此于2015年1月23日正式宣布由于制作进度的原因，将单曲发行日期延至同年4月22日。之后HKT48官方网站突然于2015年2月26日21時开始倒计时，一直到27日21時，在YouTube发布了官方音乐视频并在官网上公布了选拔成员及单曲标题。
A面曲的Center（中心成员）由兒玉遥和宮脇咲良这2名成员担任。兒玉继HKT48上张单曲之后继续担任中心成员。宮脇虽然有过与渡边麻友共任AKB48第38张单曲《希望无限》中心成员的经历，但这还是她第一次担任HKT48单曲A面曲的中心成员。
本次单曲的选拔成员皆非初次入选，但有两名成员回归选拔名单。村重杏奈自从第三张单曲《樱花，大家一起来品尝》以来时隔一年两张单曲，植木南央自从出道单曲《喜欢！喜欢！小跳步！》以来时隔两年四张单曲再次成为选拔成员。在上一张单曲《有所保留的我爱你！》中首次进入选拔的山本茉央和栗原紗英没有进入本单曲的选拔。
歌词描述了男孩被喜欢自己的女孩央求献出初吻的心情，歌曲中具有侵略性的吉他声令人印象深刻。标题「12秒」指的是接吻的时长。同样由秋元康作词的渡边麻友第二张单曲《大人彩色糖》的歌詞中也包含接吻时长为12秒的内容，因此指原莉乃称之为“秋元康12秒説”。歌曲前奏由矢吹奈子亲自设计，随着节奏喊出“唷!”的口号成为惯例。
单曲于2015年3月22日在冲绳县宜野湾海滨公园野外劇場举行的“HKT48全国巡演 〜全国统一还没结束耶〜”演唱会上首次披露。歌曲节目上的首次披露则是在2015年4月20日于NHK綜合頻道播出的MUSIC JAPAN节目中进行。
收录在Type-A中的《微笑爆米花》由9名3期生组成的新Unit“Popcorn Children”演唱，荒卷美咲担任中心成员。

## 封面写真
| Type-A | 多田愛佳・木本花音・兒玉遥・指原莉乃・田島芽瑠・朝长美樱・宮脇咲良・本村碧唯・森保圆・矢吹奈子     |
| Type-B | 穴井千寻・神志那結衣・兒玉遥・指原莉乃・田中美久・朝长美樱・松岡菜摘・宮脇咲良・村重杏奈・矢吹奈子 |
| Type-C | 植木南央・神志那結衣・兒玉遥・指原莉乃・田島芽瑠・田中美久・松岡菜摘・宮脇咲良・本村碧唯・森保圆   |
| 劇場盤 | 兒玉遥・指原莉乃・宮脇咲良                                                                         |

## 榜单成績
《12秒》在2015年5月4日的Oricon公信榜单曲销量周排行榜中首次上榜就获得冠军，这是HKT48连续第5次获得单曲销量周榜冠军。首周销量约为27万8000张，比前作《有所保留的我愛你！》略有上升，创下自身单曲首周销量新高。

## 音乐视频
《12秒》的音乐视频由担任过《大人列車》以及许多AKB48音乐视频导演的高桥荣树执导，以英国作家路易斯·卡羅的名作品《爱丽丝梦游仙境》为主题，在有如爱丽丝绘本中的舞台上，8名成员饰演爱丽丝。视频包含了掉入兔子洞后迷失于仙境，和三月兔、睡鼠以及瘋帽客举行茶会，遇到纸牌仆人这样的许多《爱丽丝梦游仙境》中印象深刻的场景。在拍摄現場，导演单手拿着绘本并热心地进行演技指导。
此前曾为出道单曲《喜欢！喜欢！小跳步！》编舞的WARNER再次担任本次音乐视频的编舞。舞蹈伴随着吉他的声音采用大力弹吉他的姿势以及大幅甩肩的动作。歌曲的最後，所有成员用手指数着时间，做出“12秒”的接吻表情。

### 角色分配
1.DOWN THE RABBIT-HOLE（落入兔子洞）
- 爱丽丝：矢吹奈子、田中美久

2.IN THE RABBIT-HOUSE（在兔子的房间）
- 爱丽丝：兒玉遥、宮脇咲良、指原莉乃

3.A MAD TEA-PARTY（疯狂下午茶）
- 爱丽丝：田島芽瑠、朝长美樱
- 三月兔：森保圆
- 疯帽客：神志那結衣
- 睡鼠：本村碧唯

4.ALICE'S EVIDENCE（爱丽丝的证明）
- 爱丽丝：指原莉乃、松岡菜摘
- 红心国王：穴井千寻
- 红心王后：多田愛佳
- 纸牌武士：木本花音、植木南央、村重杏奈

## 媒体使用
12秒
- 熊本日日新聞社 熊本日日新聞（日语：熊本日日新聞） 广告曲[22][23]
- 大榮（日语：ダイエー） 广告曲[23]
- 穴吹興産（日语：穴吹興産） 网络电视剧《乌冬先生》主題歌[24][23]

去夏威夷吧
- 東京單軌電車“やるじゃん!モノレール” 广告曲[25]

## 歌曲列表

### Type-A
| CD       | CD                             | CD       | CD               | CD                 | CD    |
| 曲序     | 曲目                           |          | 作曲             | 編曲               | 时长  |
| -------- | ------------------------------ | -------- | ---------------- | ------------------ | ----- |
| 1.       | 12秒                           | 秋元康   | Linia            | 野中雄一           | 3:46  |
| 2.       | 摇滚吧、人生就是…              | 秋元康   | 鈴木秋則         | 田口智則、稻留春雄 | 4:04  |
| 3.       | 微笑爆米花（Popcorn Children） | 秋元康   | モチヅキヤスノリ | 佐佐木裕           | 3:30  |
| 4.       | 12秒（Instrumental）           |          | Linia            | 野中雄一           | 3:46  |
| 5.       | 人生就是摇滚（Instrumental）   |          | 鈴木秋則         | 田口智則、稻留春雄 | 4:04  |
| 6.       | 微笑爆米花（Instrumental）     |          | モチヅキヤスノリ | 佐佐木裕           |       |
| 总时长： | 总时长：                       | 总时长： | 总时长：         | 总时长：           | 22:43 |

| DVD  | DVD                              | DVD      | DVD  |
| 曲序 | 曲目                             | 导演     | 时长 |
| ---- | -------------------------------- | -------- | ---- |
| 1.   | 12秒（Music Video）              | 高桥荣树 | 4:03 |
| 2.   | 摇滚吧、人生就是…（Music Video） | 中村太洸 |      |
| 3.   | 微笑爆米花（Music Video）        | 土屋隆俊 |      |
| 4.   | 特典影片「HKT's KITCHEN」TYPE-A  |          |      |

### Type-B
| CD       | CD                                | CD       | CD             | CD                 | CD    |
| 曲序     | 曲目                              |          | 作曲           | 編曲               | 时长  |
| -------- | --------------------------------- | -------- | -------------- | ------------------ | ----- |
| 1.       | 12秒                              | 秋元康   | Linia          | 野中雄一           | 3:46  |
| 2.       | 摇滚吧，人生就是…                 | 秋元康   | 鈴木秋則       | 田口智則、稻留春雄 | 4:04  |
| 3.       | 变色龙女高中生（Team H）          | 秋元康   | フジノタカフミ | 野中雄一           | 3:22  |
| 4.       | 12秒（Instrumental）              |          | Linia          | 野中雄一           | 3:46  |
| 5.       | 摇滚吧，人生就是…（Instrumental） |          | 鈴木秋則       | 田口智則、稻留春雄 | 4:04  |
| 6.       | 变色龙女高中生（Instrumental）    |          | フジノタカフミ | 野中雄一           |       |
| 总时长： | 总时长：                          | 总时长： | 总时长：       | 总时长：           | 22:27 |

| DVD  | DVD                             | DVD      | DVD  |
| 曲序 | 曲目                            | 导演     | 时长 |
| ---- | ------------------------------- | -------- | ---- |
| 1.   | 12秒（Music Video）             | 高桥荣树 | 4:03 |
| 2.   | 变色龙女高中生（Music Video）   | 川村健介 |      |
| 3.   | 特典影片「HKT's KITCHEN」TYPE-B |          |      |

### Type-C
| CD       | CD                                | CD       | CD       | CD                 | CD    |
| 曲序     | 曲目                              |          | 作曲     | 編曲               | 时长  |
| -------- | --------------------------------- | -------- | -------- | ------------------ | ----- |
| 1.       | 12秒                              | 秋元康   | Linia    | 野中雄一           | 3:46  |
| 2.       | 摇滚吧，人生就是…                 | 秋元康   | 鈴木秋則 | 田口智則、稻留春雄 | 4:04  |
| 3.       | 去夏威夷吧（Team KIV）            | 秋元康   | 市川裕一 | 市川裕一           | 4:32  |
| 4.       | 12秒（Instrumental）              |          | Linia    | 野中雄一           | 3:46  |
| 5.       | 摇滚吧，人生就是…（Instrumental） |          | 鈴木秋則 | 田口智則、稻留春雄 | 4:04  |
| 6.       | 去夏威夷吧（Instrumental）        |          | 市川裕一 | 市川裕一           |       |
| 总时长： | 总时长：                          | 总时长： | 总时长： | 总时长：           | 24:46 |

| DVD  | DVD                             | DVD      | DVD  |
| 曲序 | 曲目                            | 导演     | 时长 |
| ---- | ------------------------------- | -------- | ---- |
| 1.   | 12秒（Music Video）             | 高桥荣树 | 4:03 |
| 2.   | 去夏威夷吧（Music Video）       | 新宮良平 |      |
| 3.   | 特典影片「HKT's KITCHEN」TYPE-C |          |      |

### 劇場盤
| CD   | CD                                | CD     | CD       | CD                 | CD   |
| 曲序 | 曲目                              |        | 作曲     | 編曲               | 时长 |
| ---- | --------------------------------- | ------ | -------- | ------------------ | ---- |
| 1.   | 12秒                              | 秋元康 | Linia    | 野中雄一           | 3:46 |
| 2.   | 摇滚吧，人生就是…                 | 秋元康 | 鈴木秋則 | 田口智則、稻留春雄 | 4:04 |
| 3.   | 拥抱双马尾（蓝莓派）              | 秋元康 | 立花瞳   | 佐佐木裕           | 4:45 |
| 4.   | 12秒（Instrumental）              |        | Linia    | 野中雄一           | 3:46 |
| 5.   | 摇滚吧，人生就是…（Instrumental） |        | 鈴木秋則 | 田口智則、稻留春雄 | 4:04 |
| 6.   | 拥抱双马尾（Instrumental）        |        | 立花瞳   | 佐佐木裕           |      |

## 选拔成员

### 12秒
（中心成员：兒玉遙、宮脇咲良）
- Team H：穴井千尋、神志那結衣、兒玉遙、指原莉乃、田島芽瑠、田中美久、松岡菜摘、矢吹奈子
- Team KIV：植木南央、多田愛佳、木本花音、朝長美櫻、宮脇咲良、村重杏奈、本村碧唯、森保圓

### 摇滚吧，人生就是…
（中心成员：指原莉乃）
- 2015年4月22日时的全部HKT48成员。

### 微笑爆米花
（中心成员：荒卷美咲）
- Team H：田中美久、矢吹奈子
- 研究生：荒卷美咲、栗原紗英、坂本愛玲菜、筒井莉子、外薗葉月、山内祐奈、山下艾米丽

### 变色龙女高中生
（中心成员：若田部遥）
- Team H：秋吉優花、穴井千尋、井上由莉耶、宇井真白、上野遥、梅本泉、岡本尚子、神志那結衣、兒玉遥、駒田京伽、坂口理子、指原莉乃、田島芽瑠、田中菜津美、田中美久、松岡菜摘、矢吹奈子、山田麻莉奈、山本茉央、若田部遥

### 去夏威夷吧
（中心成员：後藤泉、田中優香）
- Team KIV：伊藤来笑、今田美奈、岩花詩乃、植木南央、多田愛佳、岡田栞奈、木本花音、草場愛、熊泽世莉奈、後藤泉、下野由貴、田中優香、冨吉明日香、朝長美樱、深川舞子、渕上舞、宮脇咲良、村重杏奈、本村碧唯、森保圆

### 拥抱双马尾
（中心成员：栗原紗英、神志那結衣）
- Team H：神志那結衣、駒田京伽、坂口理子
- 研究生：荒卷美咲、栗原紗英